# Western

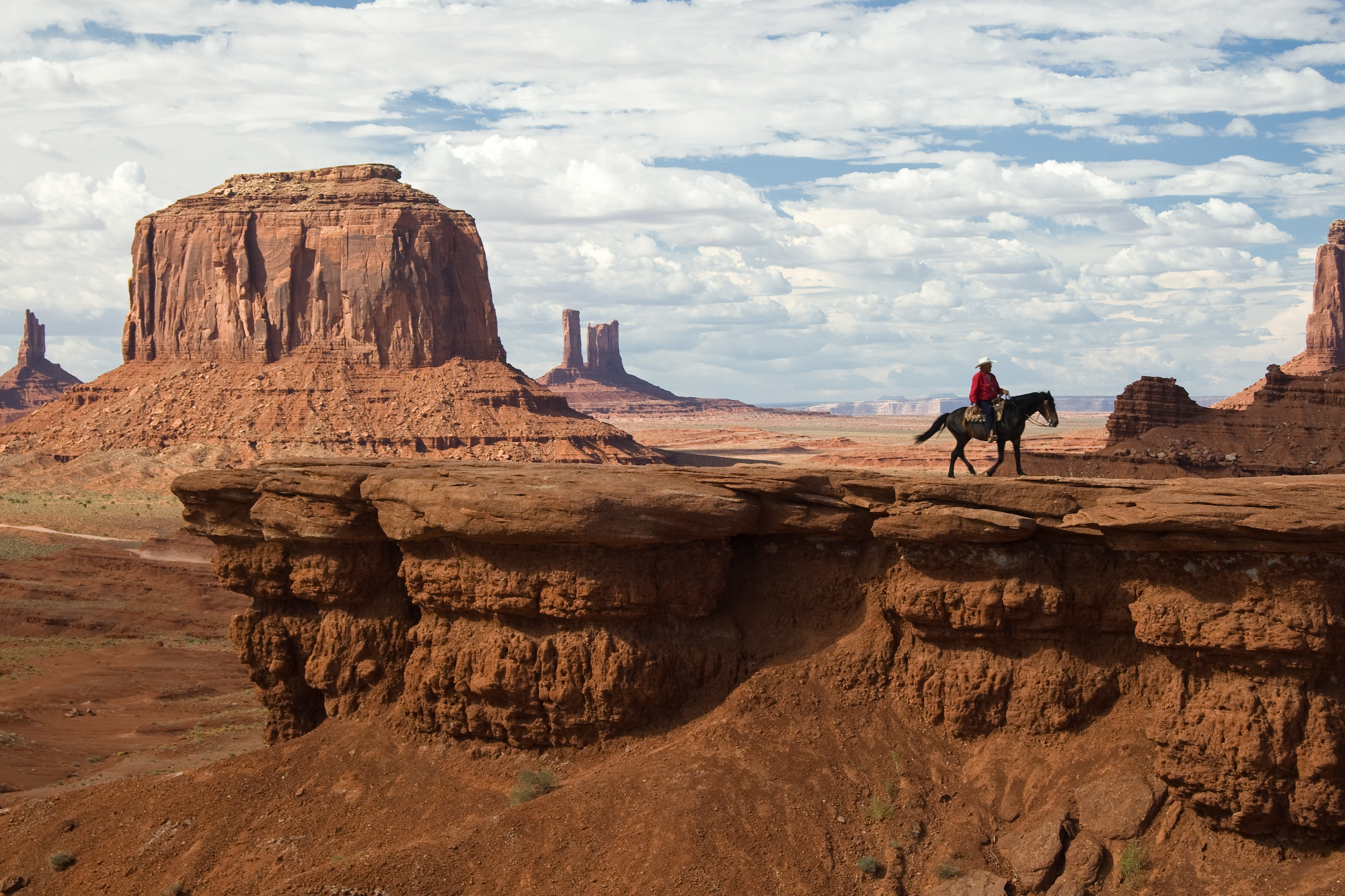
John Ford Point, beliebter Drehort für Western

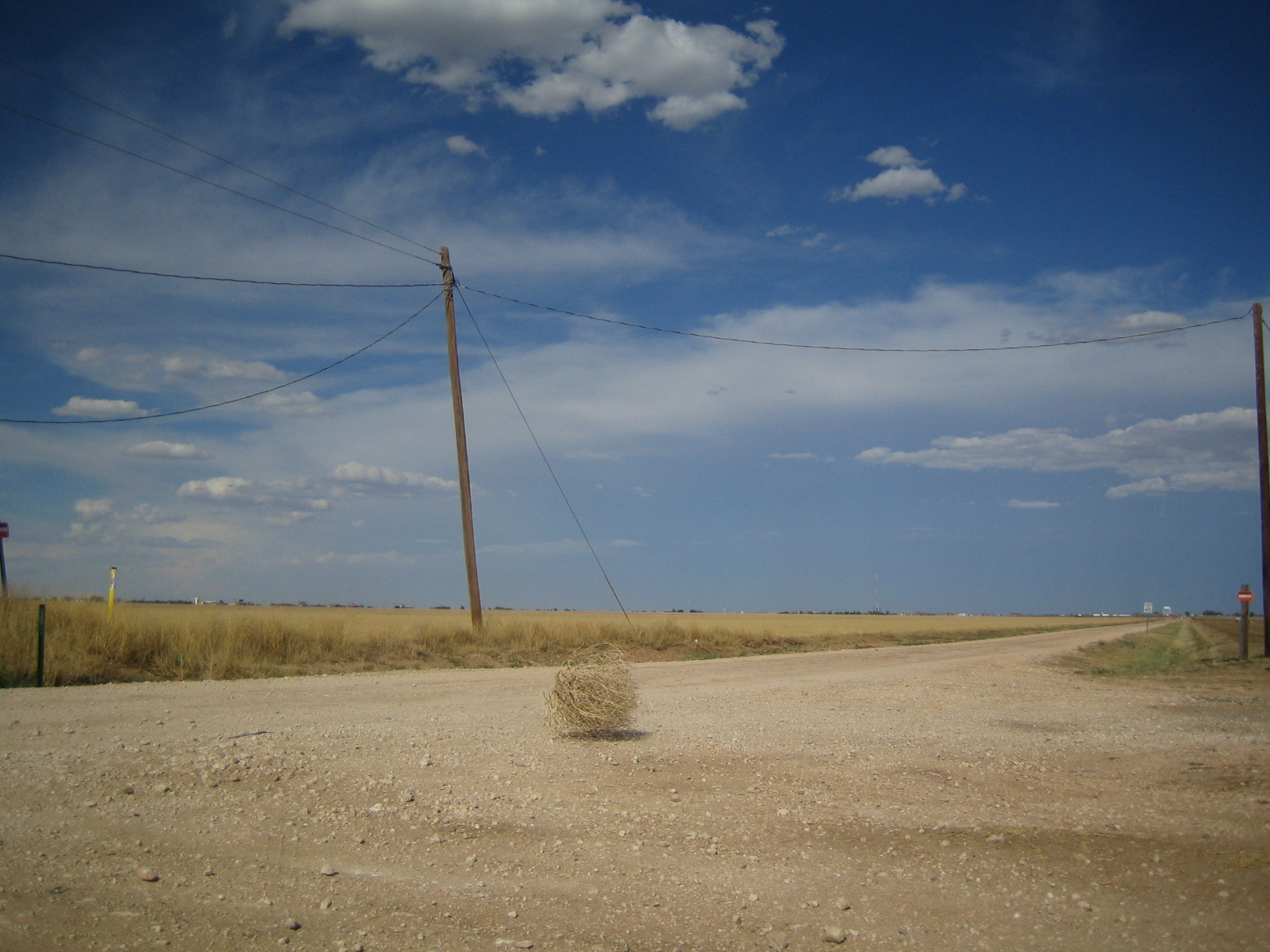
Rollender Steppenläufer, beliebtes Motiv, um verlassene Städte zu kennzeichnen

Der Western ([ˈwɛstɐn], [ˈvɛstɐn]) ist ein Kino-Genre, in dessen Mittelpunkt der zentrale US-amerikanische Mythos der Eroberung des  Wilden Westens der Vereinigten Staaten im 19. Jahrhundert steht. Entsprechende Werke der Literatur werden meist als Trivial- oder Unterhaltungsliteratur gewertet (siehe auch Wildwestroman). Wesentliche Merkmale sind Handlungsort und Zeit: der westliche Teil des nordamerikanischen Kontinents während seiner Einnahme durch von Osten kommende europäische Siedler.

## Definition des Genres
Western sind Filme über Konflikte, die sich an der frontier ereignen, der imaginären Grenze, die sich durch die Besiedlung Amerikas durch europäische Einwanderer immer weiter nach Westen und Norden schob. Eine Reihe von Filmen erzählt von kämpferischen Auseinandersetzungen mit den Indianern, sowie Kopfgeldjägern oder diversen Konflikten mit dem Gesetz.
Inhaltlich geht es dabei oft um die Durchsetzung der amerikanischen Rechtsordnung, die wirtschaftliche Erschließung durch die Kolonisation und die Einführung ihrer Wert- und Moralvorstellungen. Weitere Motive sind Lynch- und Selbstjustiz, sowie Überfälle und Sühne von Verbrechen.

## Stilmittel

### Klassische Elemente
Der klassische Western ist in seinen handelnden Figuren, erzählenden Elementen, Orten und Stilmitteln stark festgelegt. Im Mittelpunkt stehen meist der gute, zuweilen naiv wirkende, aber wehrhafte Cowboy oder Sheriff und sein Konterpart, der skrupellose Bösewicht. Zwischen den Hauptakteuren steht häufig eine Frau, um die ein Kampf zumeist mit Revolvern oder Fäusten ausgetragen wird. Das Fort oder die kleine Stadt, der Saloon mit Whiskey und Kartenspiel, Pferde, Wagen, die weite Landschaft, die in gewaltigen Totalen eingefangen wird, und das Indianerdorf sind typische Orte der Handlung. Wichtige Elemente sind häufig auch ein Bankraub oder ein Postkutschenraub. Aufgelöst wird der Konflikt am Ende durch einen Shootout oder Showdown auf der Hauptstraße.

### Klassische Motive
Zwei zentrale Motive sind dabei typisch für das Genre: Zum einen die (Selbst-)Erfahrung an der Grenze, dem „Frontier Land“. Zum anderen die Erneuerung einer Gesellschaft durch Gewalt, die Wiederherstellung einer neuen, vitaleren und zivileren Ordnung, nachdem die alte Ordnung durch Gewalt zerstört wurde. Die vier Phasen der Geschichte der Eroberung des Westens – frühes Vordringen in die Wälder des Ostens während der englisch-französischen Besatzung mittels Pfadfindern und Indianer-Scouts, Landnahme des Westens durch Planwagen-Trecks und kleine Siedler, Übergang zur zivilisierten Gesellschaft und schließlich Beendigung der Entwicklung durch Eisenbahnbau, Indianerkriege und Bürgerkrieg – schlagen sich in den einzelnen Filmen entsprechend nieder.
Allen vier Phasen gemeinsam ist das Spannungsfeld zwischen dem Faustrecht einerseits und dem es ablösenden Prinzip des staatlichen Rechts als Grundlage einer zivilisierten Gesellschaft andererseits. Dieses Spannungsfeld greift der Endzeit-Western auf, der in einer meist nicht näher bezeichneten Zukunft nach einer auch meist nur angedeuteten apokalyptischen Katastrophe angesiedelt ist. Ist im klassischen Western der Westen noch nicht zivilisiert, ist er es im Endzeit-Western nicht mehr (wobei ein Endzeit-Western nicht zwingend „im Westen“ angesiedelt sein muss). Auf beiden Prämissen baut die (Wieder-)Herstellung einer gesellschaftlichen Ordnung auf, in der zunächst das Recht des Stärkeren gilt, mit dem Ressourcen erkämpft werden: Im klassischen Western sind es z. B. die Ressourcen Siedlungsgebiet (Landnahme) und Bodenschätze (Goldrausch), im Endzeit-Western geht es zum Beispiel um Wasser oder Benzin. So unterscheidet sich der Endzeit-Western vor allem in Bezug auf die Zeit der Handlung und daraus folgend dem Interieur, Kostümen etc., die grundlegenden Erzählstrukturen, Themen und Motive bleiben sich aber gleich. Ein anschauliches Beispiel findet sich in Mad Max II – Der Vollstrecker: Dort greift eine Horde Punks auf Motorrädern einen fahrenden Tanklastzug an. Ersetzt man gedanklich die Punks durch Banditen, die Motorräder durch Pferde und den Tanklastzug durch Postkutsche, Planwagen oder Eisenbahn, könnte die Sequenz genauso gut in einen klassischen Western passen.

## Geschichte des Western

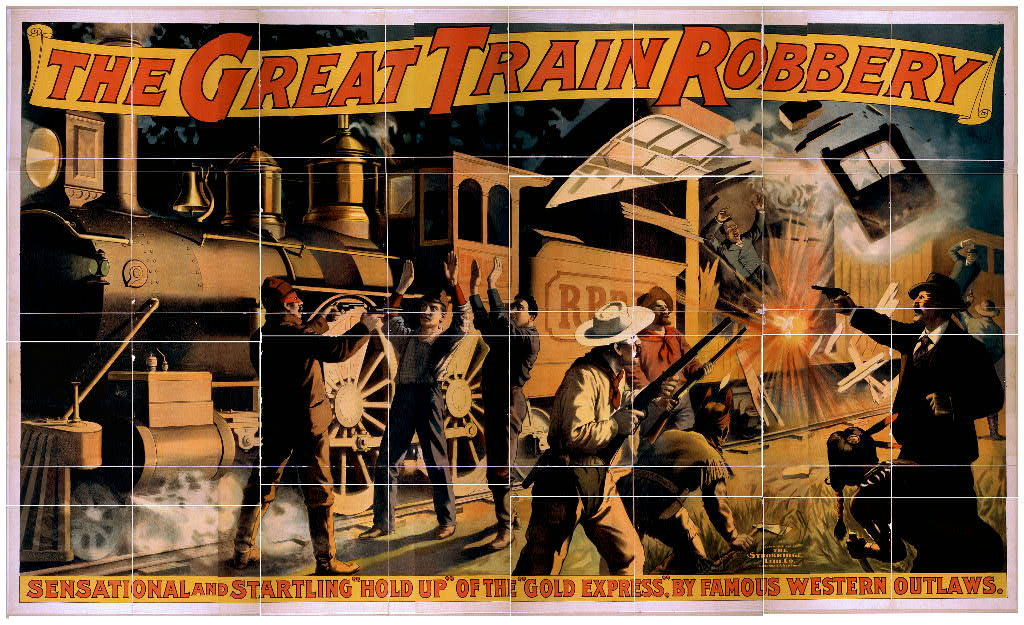
Filmplakat zu Der große Eisenbahnraub, 1903

Am 1. Dezember 1903 kam mit Der große Eisenbahnraub der erste Western ins Kino, zu einer Zeit also, als es den wilden Westen fast noch tatsächlich gab. Von da an liefen jede Woche neue, zumeist einfache Produktionen im Stile von Broncho Billy in den Kinos an, die sich auf die action- und gewaltgeladene Konfrontation zwischen den Hauptfiguren konzentrierten und sich wenig mit Psychologie, komplexen Charakteren und Handlungen beschäftigten.
Bis in die siebziger Jahre hinein kann man den Western als das wichtigste Genre der Filmproduktion der USA bezeichnen, wobei die 1940er und 1950er Jahre als die Hochphase des klassischen Western gelten.
Die Ikonografie des frühen Western hat besonders von dem Maler Frederic Remington (1861–1909) gelebt, der seinerseits die Fotografien Eadweard Muybridges kannte. Ford schätzte später diese „volkstümliche und unakademische, aber durchaus artifizielle Ästhetisierung des Traditionellen“  seiner Werke, wie auch Hawks eine umfangreiche Sammlung von Drucken und Gemäldekopien nach Werken von unter anderem Remington und Charles M. Russell besaß. Ford übernahm Remingtons Kadrierung und die Behandlung des Raumes seiner Bilder. Der Maler Charles Schreyvogel, der sein Handwerk noch als Zuschauer in Buffalo Bills Wild-West-Show lernte, nahm auf monumentalen Leinwänden die Wirkungsweise des Filmbilds vorweg. Die Maler Thomas Moran und Albert Bierstadt waren lyrischer, zugleich aufrichtiger. 
Mit nur drei Western gelang es John Ford, das Genre grundsätzlich zu verändern. Ist sein Darsteller John Wayne zuerst noch ein makelloser Held oder väterlicher Offizier, bleibt am Ende von Der schwarze Falke, einem der komplexesten und vielschichtigsten Western, nur ein rachsüchtiger Einzelgänger, der genauso verloren und heimatlos ist wie die von ihm erbittert gejagten Feinde. Von nun an konnte es keine einfache Schwarz-Weiß-Zeichnung der Protagonisten mehr geben.
Eine davon optisch und inhaltlich deutlich zu unterscheidende Sonderrolle nehmen die 1962 mit Der Schatz im Silbersee beginnenden Karl-May-Verfilmungen der im wilden Westen spielenden Romane von Karl May ein, die sich neben der durch die anderen Drehorte bedingten Bildästhetik auch durch ein deutlich indianer-freundlicheres Bild von den US-amerikanischen Produktionen abheben und in denen vor allem die Heldenfiguren Winnetou und Old Shatterhand beispielhaft für die mögliche Verständigung zwischen Indianern und Bleichgesichtern stehen. Noch deutlicher auf die Seite der Indianer schlugen sich die 1966 mit Die Söhne der großen Bärin beginnenden DEFA-Indianerfilme.
Aufgrund der Unverrückbarkeit seiner Elemente nahm der Western zunehmend eine Entwicklung nach innen, in die Tiefe. Dies geschieht oft durch fast unmerkliche Verschiebungen. Der Showdown in Spiel mir das Lied vom Tod steht immer noch im Zentrum des Films, untersucht man jedoch die Szene genau, stellt man fest, dass das anachronistische Duell zwischen Henry Fonda und Charles Bronson nicht auf der Hauptstraße der Stadt stattfindet – dort wird gerade die Eisenbahn gebaut, Symbol für die neue Zeit –, sondern auf einem Nebenschauplatz, dem Hinterhof einer Farm.
Ohne Orte, Figuren und Handlungsablauf anzutasten, entstanden der epische, der psychologische Western und schließlich, Anfang der 1960er nahtlos an das Ende des klassischen Westerns anknüpfend, der Spätwestern und Italowestern, die wesentlich schonungsloser, zynischer und auch zuweilen realistischer mit ihrem Sujet umgehen. So waren die 1960er Jahre qualitativ und quantitativ die große Zeit des Westerns. In den 1970er-Jahren entstanden außerdem vielfach sogenannte „Prügel-Western“, die einen parodistischen Charakter aufweisen, wie etwa die Filme mit dem Duo Bud Spencer und Terence Hill. Auch im Heimatland des Westerns, den USA, halbierte sich in den 1970ern die Produktion gegenüber dem vorangegangenen Jahrzehnt und schließlich versetzte das Debakel um Michael Ciminos Heaven’s Gate 1980 dem Genre – zumindest auf der Kinoleinwand – den Todesstoß: Dessen Misserfolg führte dazu, dass Produzenten während der 1980er-Jahre zunächst die Finger vom Thema Western ließen. 1985 gab der Western mit Silverado und Pale Rider – Der namenlose Reiter zwar noch einmal ein kurzes Zwischenspiel, 1988 gefolgt von Young Guns – Sie fürchten weder Tod noch Teufel, aber erst der nicht nur kommerzielle, sondern auch an sieben Oscars messbare Erfolg von Der mit dem Wolf tanzt rehabilitierte den Western kurzzeitig. Zu dem von manchem erhofften Revival des Genres kam es allerdings nicht: Zwar wurde in der ersten Hälfte der 1990er Jahre wieder ein knappes Dutzend mehr oder weniger bedeutende Western produziert (darunter zum Beispiel Erbarmungslos und Dead Man), danach dann aber fast 10 Jahre lang gar keine mehr.
Independent-Regisseur Andrew Dominik lieferte 2007 mit Die Ermordung des Jesse James durch den Feigling Robert Ford einen beachtenswert neuen Ansatz über den legendären Banditen und dessen Attentäter ab. Von vielseitiger Kritik gelobt, blieb der Film jedoch finanziell hinter den erwarteten Einspielergebnissen zurück. In den folgenden Jahren kamen wieder vereinzelt Western ins Kino (wie The Missing und True Grit) und zuletzt Django Unchained (2012) und The Hateful Eight (2015), diese blieben aber singuläre Erfolge. Von einem „Revival“ des Genres kann also ebenso wenig die Rede sein, wie davon, dass der Western „tot“ sei, wie dies seit den 1980er-Jahren von amerikanischen Kritikern immer mal wieder behauptet wurde.

## Frontier
Im Zentrum des Western steht die Einnahme der sogenannten frontier (frontier land) die auch den Übergang von der Natur zur Zivilisation symbolisiert. Mit dieser frontier ist allerdings nicht nur die sich stetig nach Westen verschiebende Grenze der Trapper, Goldsucher, Siedler und Viehzüchter gemeint, tatsächlich geht es um die Konfrontation mit dem eigenen Ich – um eine Grenzerfahrung in zweifachem Sinne also, die sich auf einer geografischen Ebene einerseits und einer metaphysischen, individuellen Ebene andererseits abspielt.
Der klassische Westernheld (Cowboy oder Trapper), dessen Urtypus Davy Crockett und Daniel Boone darstellen, und der stets im Mittelpunkt der Handlung steht, ist eine in seinen moralischen Werten vom mittelalterlichen Ritter abgeleitete, zutiefst romantische Figur. So wie sich der Ritter von Reiter ableitet, und der Chevalier von Cheval (dt.: Pferd), ist der Westmann ohne sein Pferd undenkbar. Damit und mit seinem fransengeschmückten Lederanzug ist er der Natur näher als der bürgerlichen Gesellschaft, die sich in der Zeit der Industrialisierung und der Besiedlung des Westens durch Weiße krakenartig ausbreitet. Auch wenn er für sie auskundschaftet und ihr vorauseilt, ihre Planwagen-Trecks anführt, sie damit unweigerlich hinter sich herzieht, so lehnt er sie doch im Herzen ab und befindet sich im gleichen Maße auf der Flucht vor ihr. Die Gesetze, denen er folgt, bezieht er nicht aus den Gesetzbüchern der Städte, er leitet sie scheinbar direkt von Gott und aus der Natur ab. Der Begriff Outlaw, jemand also, der sich außerhalb der Gesetze stellt, hat nicht nur auf Grund der tief im amerikanischen Bewusstsein verankerten Vorliebe für Gesetzesbrecher und Gangster eine positive Färbung, auch der positive Held des Western ist auf seine Art stets ein Outlaw – und damit muss er unweigerlich in Konflikt mit der Gesellschaft geraten. So wird der „gute“ Outlaw zum Alter Ego des „bösen“ Westernhelden. In vielen Western wie Der schwarze Falke, Der Mann, der Liberty Valance erschoß und High Noon wird diese enge Verwandtschaft zwischen den Gegenspielern bewusst zum Thema des Films gemacht. In Der Mann aus dem Westen trifft Gary Cooper sogar auf seinen ehemaligen Ziehvater, um mit ihm in existenzielle Konflikte zu geraten.
Diese Freiheit, in der Konfrontation mit dem eigenen Ich jenseits der alles regelnden Zivilisation zu triumphieren, ist der Kern der zum Gründungsmythos der Vereinigten Staaten im Western verklärten Besiedelung des Westens. Im Spätwestern wird der Verlust dieser Freiheit immer wieder thematisiert: Das letzte Stück Land ist besiedelt, das letzte Wildpferd gefangen, Automobile und Maschinengewehre halten Einzug.
Michael Cimino stellte mit dem wirtschaftlichen Debakel Heaven’s Gate (1980) den Johnson-County-Krieg 1892 in Wyoming dar, wo das Land verteilt war, und das Großkapital den Siedlern die Zähne zeigte (zudem änderte er die Produktionsbedingungen von Hollywood in den Folgejahren entscheidend).
In Sam Peckinpahs The Wild Bunch (1969), der nicht zufällig in Mexiko spielt, etwa 1914, geht es um eine von Pike angeführte Bande scheinbar gewissenloser Outlaws, die von seinem alten Freund Thornton, einem ehemaligen Mitglied der Wild Bunch, gejagt werden. In jeder Szene jedoch merkt man Thornton an, dass er lieber an Pikes Seite reiten würde, statt eine Horde zwar auf der Seite des Gesetzes stehender, aber zutiefst unmoralischer Kopfgeldjäger anzuführen. Thornton, Pike und seine Wild Bunch sind Dinosaurier (in einer Szene fällt Pike sogar vom Pferd), die von der modernen Zeit überlebt wurden. Im zentralen Moment wählen sie in einem Augenblick persönlicher Freiheit mit einem kurzen „let’s go“ den sicheren Tod.

## Fiktion und Wirklichkeit
Die Westernhelden und Cowboys, wie sie typischerweise in Western-Filmen dargestellt werden, sind eine Kunstschöpfung der Populärkultur, die nicht nachträglich, sondern im selben Moment erfunden wurden, als ihre Vorbilder im Westen das Land erkundeten. Der Stenograf des Revolverhelden Duke of Death in Erbarmungslos ist historische Realität. Der berühmte Kit Carson wurde von einem solchen Begleiter für die Groschenhefte der Ostküste zur Romanfigur aufgebaut. Eine reale Figur namens Deadwood Dick hat es nicht gegeben, aber als zunehmend Leser der Deadwood-Dick-Geschichten nach Deadwood zu pilgern begannen, nahm man dort die Produktion von Postkarten mit dem vermeintlichen Konterfei des Westerners auf.
Eine übergeordnete Rolle in der Geschichte der Entwicklung der amerikanischen Populärkultur nimmt Buffalo Bill mit seinem Zirkus und seinem Rough Rider Congress ein. Unklar blieb oft, ob die Cowboys ihre Revolver-, Lasso- und Pferdetricks nur übten, um in Buffalo Bills Show aufzutreten, oder dies tatsächlich Bestandteil ihres täglichen Lebens im Wilden Westen war. Buffalo Bills Wild West Show gastierte mit ihrem Programm auch in Europa und sorgte damit lange vor dem Film für eine weite Verbreitung des Wild-West-Mythos und kann damit, zusammen mit den Dime and Nickel Novels der Ostküste aus dem Hause Beadle & Adams, als Vorläufer des Western-Films angesehen werden.
Doch nicht nur der Film hat den Western geprägt, es gab auch Wirkungen in umgekehrter Richtung: Um bei einem Showdown die Duellanten vom Kopf bis etwas unterhalb der Hüfte, wo der Colt im Holster hing, zeigen zu können, wurde die entsprechende Kamera-Einstellung entwickelt, die heutzutage unter dem Begriff amerikanische Einstellung bekannt ist.

## Mythologien der Staatswerdung
In der Soziologie und der Kulturwissenschaft wird das Genre Western auch unter dem Aspekt der nationalen Mythen und Legendenbildung untersucht. Dabei weisen die klassischen, nicht satirischen Western eine Grundstruktur auf: „So erzählen sie immer, wie ein Kontinent ‚zivilisiert‘ wird durch den Mut und die Kraft eines Mannes. Und am Ende steht immer die Herstellung oder Wiederherstellung von staatlicher Ordnung bzw. Staatlichkeit.“ (Rudolf Walther)
Martin Weidinger beschreibt diesen Sachverhalt in seiner Studie „Nationale Mythen – männliche Helden. Politik und Geschlecht im amerikanischen Western“. Die Helden des Western sind „Ikonen des Machismo“ und kämpfen gegen alle Widerstände für eine neue Ordnung oder wollten eine alte zurückgewinnen.
Geschlecht, Religion, Hautfarbe und sexuelle Orientierung sind im klassischen Western streng hierarchisch geordnet und festgelegt. Walther schreibt dazu in einer FR-Rezension zur Studie Weidingers: „Bis in die sechziger Jahre des 20. Jahrhunderts hinein hat diese stereotype Hierarchisierung die USA entscheidend geprägt. Das Ende des Western fällt zusammen mit dem Aufkommen von Studenten-, Bürgerrechts-, Frauen- und Antikriegsbewegung.“

## Einige Beispiele

### Herausragende Vertreter des Genres
Als herausragende Vertreter des Westerngenres werden hier Filme gelistet, die auf den Bestenlisten der Filmkritiker hohe Platzierungen bei Sight and Sound, dem American Film Institute, auf They Shoot Pictures, Don’t They? und/oder Rotten Tomatoes erreicht haben.
| Titel                                    | Regie           | Jahr                                | Platzierung                      | Hauptrolle, Anmerkungen                                            |
| ---------------------------------------- | --------------- | ----------------------------------- | -------------------------------- | ------------------------------------------------------------------ |
| Der Schwarze Falke                       | John Ford       | 1956, USA                           | S&S: 7 AFI: 12 TSPDT: 9 RT: 9    | Western-Epos mit John Wayne und Jeffrey Hunter                     |
| Rio Bravo                                | Howard Hawks    | 1959, USA                           | S&S: 63 TSPDT: 54 RT: 8          | Klassischer Western mit John Wayne                                 |
| Spiel mir das Lied vom Tod               | Sergio Leone    | 1968, Italien, USA                  | S&S: 78 TSPDT: 65 RT: 10         | Italowestern mit Henry Fonda und Claudia Cardinale                 |
| The Wild Bunch – Sie kannten kein Gesetz | Sam Peckinpah   | 1969, USA                           | S&S: 84 AFI: 79 TSPDT: 69 RT: 16 | Früher Anti-Western, National Film Registry seit 1999              |
| Zwölf Uhr mittags                        | Fred Zinnemann  | 1952, USA                           | AFI: 27 RT: 4 TSPDT: 368         | Mit Gary Cooper und Grace Kelly                                    |
| Der Schatz der Sierra Madre              | John Huston     | 1948, USA                           | AFI: 38, RT: 1 TSPDT: 236        | Mit Humphrey Bogart und Tim Holt, National Film Registry seit 1990 |
| Zwei Banditen                            | George Roy Hill | 1969, USA                           | AFI: 73 RT: 22 TSPDT: 418        | Mit Paul Newman und Robert Redford                                 |
| Der Mann, der Liberty Valance erschoß    | John Ford       | 1962, USA                           | TSPDT: 93 RT: 14                 | Mit John Wayne und James Stewart                                   |
| Zwei glorreiche Halunken                 | Sergio Leone    | 1966, Italien, Spanien, Deutschland | TSPDT: 138 RT: 2                 | Italowestern mit Clint Eastwood und Lee Van Cleef als Gegenspieler |
| Ringo                                    | John Ford       | 1939, USA                           | TSPDT: 143 RT: 3                 | Mit John Wayne                                                     |

### Die umsatzstärksten Westernfilme
Bei den umsatzstärksten Filmen, die dem Westerngenre zuzuordnen sind, handelt es sich ausnahmslos um Spätwestern, die 1990 oder danach entstanden sind.
Der umsatzstärkste Western war lange der vielfach ausgezeichnete, amerikanische Spielfilm Der mit dem Wolf tanzt, in dem der Soldat John Dunbar nach einem missglückten und missverstandenen Selbstmordversuch während einer Schlacht im Bürgerkrieg die Armee verlässt, „um den Wilden Westen zu sehen, solange es ihn noch gibt“. Als Western mit den höchsten Einspielergebnissen wurde er schließlich von dem noch erfolgreicheren Django Unchained abgelöst. Der einzige Regisseur, der gleich zweimal in den Top Ten der Westernfilme mit den höchsten Einspielergebnissen auftaucht, ist Quentin Tarantino.
| Rang | Titel                  | Regie               | Jahr | Einspielergebnis   | Anmerkungen/ Quellen                               |
| ---- | ---------------------- | ------------------- | ---- | ------------------ | -------------------------------------------------- |
| 1    | Django Unchained       | Quentin Tarantino   | 2012 | 449 Mio. US-Dollar | [ 10 ] [ 11 ]                                      |
| 2    | Der mit dem Wolf tanzt | Kevin Costner       | 1990 | 449 Mio. US-Dollar | [ 10 ] [ 11 ]                                      |
| 3    | Lone Ranger            | Gore Verbinski      | 2013 | 260 Mio. US-Dollar | Produktions- und Marketingkosten ca. 400 Mio. US-$ |
| 4    | True Grit              | Ethan und Joel Coen | 2010 | 252 Mio. US-Dollar | [ 10 ] [ 11 ]                                      |
| 5    | Maverick               | Richard Donner      | 1994 | 183 Mio. US-Dollar | Westernkomödie                                     |
| 6    | Die glorreichen Sieben | Antoine Fuqua       | 2016 | 162 Mio. US-Dollar | [ 10 ] [ 11 ]                                      |
| 7    | Erbarmungslos          | Clint Eastwood      | 1992 | 159 Mio. US-Dollar | Anti-Western                                       |
| 8    | The Hateful Eight      | Quentin Tarantino   | 2015 | 152 Mio. US-Dollar | [ 10 ] [ 11 ]                                      |

## Subgenres und Varianten
- Anti-Western, z. B. Hell on Wheels
- Kangaroo Western, spielen in Australien mit landesspezifischen Motiven.[12]
- Alpen-Western, d. i. ein Genremix aus Western und Heimatfilm, zum Beispiel Das finstere Tal
- DEFA-Indianerfilm
- Eastern, Produktionen aus dem Ostblock, welche das Genre im Sinne des Sozialismus umdeuteten oder welche in der zentralasiatischen Steppe spielen.[13][14]
- Endzeit-Western, z. B. Mad Max
- Indianerfilm
- Isarwestern,[15] eine frühe Western-Stummfilm-Variante speziell der Firma ARRI München
- Italowestern
- Karl-May-Film
- Kavallerie-Western
- Musikalischer Western (Singing Cowboys)
- Neo-Western
- Northern, in Alaska und Yukon angesiedelte Western[16]
- Science-Fiction-Western, z. B. Westworld (Serie)
- Space Western, z. B. Firefly – Der Aufbruch der Serenity
- Spät-Western
- Urban Western, z. B. Actionfilme wie Die Warriors oder Convoy, welche in einer „modernen“ Stadt spielen, aber Westernelemente enthalten
- Westernkomödie, z. B. Auch ein Sheriff braucht mal Hilfe, Latigo, Maverick – Den Colt am Gürtel, ein As im Ärmel
- Planwagenwestern mit der Bildung einer Wagenburg bei Indianerangriffen als narrativer Standardszenarie[17]